# COVID-19 в Нидерландах
Источник: Нидерландский государственный институт здравоохранения и окружающей среды (RIVM).
В статье описывается распространение коронавирусной инфекции COVID-19 в Нидерландах, а также следствия пандемии COVID-19 для этой страны. COVID-19 является опасным заболеванием, вызываемым новым коронавирусом SARS-CoV-2.
Распространение инфекции началось в Нидерландах 27 февраля 2020 года, когда в Тилбурге был подтвержден первый случай заболевания. Инфицированный был 56-летним голландецем, вернувшимся в Нидерланды из Италии. Первая смерть от последствий COVID-19 наступила 6 марта, когда в Роттердаме умер 86-летний пациент.

По состоянию на 14 июля 2020 умерло 6135 инфицированных пациентов.

## Эпидемиология

### Первая волна
Февраль
Первый подтвержденный случай заболевания COVID-19 был зафиксирован в Нидерландах 27 февраля. Мужчина из деревни Лоон-оп-Занд, вернувшийся из района Ломбардия в Италии, был помещён в больницу в Тилбурге, где и у него выявили инфекцию. В последующие два дня в Нидерландах было выявлено ещё 6 случаев заражения.
Март
6 марта Нидерландский государственный институт здравоохранения и окружающей среды (RIVM) объявил о первой смерти от COVID-19 Нидерландах. Скончавшемуся было 86 лет.
К 9 марта общее количество случаев заражения достигло 321, из которых более одной трети были выявлены в провинции Северный Брабант. В этот день премьер-министр Нидерландов Марк Рютте попросил граждан прекратить практику рукопожатий. До этого дня в Нидерландах не предпринималось никаких существенных мер по ограничению распространения вируса.
10 марта в Северном Брабанте были введены более строгие меры (запрещены крупные мероприятия, в том числе профессиональный футбол, ряд танцевальных фестивалей, карнавальные шествия и концерты).
С 12 марта все мероприятия (концерты, спортивные состязания и рабочие встречи с более чем 100 участниками) запрещались, всем гражданам рекомендовалось работать по возможности дома; с 13 марта были отменены на две недели все авиарейсы из Китая, Ирана, Италии и Южной Кореи.
15 марта общее количество случаев инфицирования коронавирусом достигло в 1135. В этот день карантинные меры были ужесточены: средние школы и детские сады, а также кафе, рестораны, спортивные клубы, сауны, секс-клубы и кофешопы были закрыты до 6 апреля.
18 марта Европейский вещательный союз отменил конкурс песни «Евровидение-2020», который должен был состояться в мае в Роттердаме.
23 марта были введены дополнительные карантинные меры. До 1 июня были запрещены все мероприятия и собрания с тремя и более участниками (не проживающими под одной крышей), всем гражданам (за исключением проживающих вместе, а также маленьких детей) было запрещено находиться в общественных местах на расстоянии менее полутора метров друг от друга.
С 28 марта, нидерландская полиция использует дроны, оснащённые видеокамерами и громкоговорителями, для контроля морских пляжей, торговых улиц и других людных мест; в адрес тех, кто не соблюдают минимальную дистанцию в полтора метра, раздаются предупреждения.
Апрель
Начиная с конца марта, базовое репродуктивное число коронавирусной инфекции в Нидерландах находилось на уровне, существенно меньшем единицы. Таким образом, скорость распространения инфекции в апреле снизилась.
21 апреля премьер-министр Марк Рютте объявил о некотором смягчении карантинных мер: начальные школы получили разрешение возобновить работу с 11 мая, а средние школы — с 1 июня. В то же время, запрет на проведение массовых общественных мероприятий было продлён до 1 сентября, а остальные ранее принятые карантинные меры — до 20 мая.
Май
Июнь
3 июня власти Нидерландов объявили об открытии границ страны с 15 июня для граждан из 12 стран Евросоюза, где число зараженных коронавирусом минимально: Бельгии, Болгарии, Германии, Эстонии, Италии, Хорватии, Латвии, Литвы, Люксембурга, Португалии, Словении и Чехии.

### Вторая волна
с октября 2020...

## Карантинные меры

### Первая волна
10 марта в Северном Брабанте были введены более строгие меры. Были запрещены крупные мероприятия, в том числе профессиональный футбол, ряд танцевальных фестивалей, карнавальные шествия и концерты.
12 марта правительство Нидерландов объявило о новых карантинных мерах. Все мероприятия (концерты, спортивные состязания) и все рабочие встречи с более чем 100 участниками запрещались, всем гражданам рекомендовалось работать по возможности дома. Всем голландским университетам было предписано перейти на онлайн-обучение (средние школы эта мера не коснулась).
13 марта были отменены на две недели все авиарейсы из Китая, Ирана, Италии и Южной Кореи (стран с наибольшим количеством случаев заражения коронавирусом).
15 марта карантинные меры были ужесточены: средние школы и детские сады, а также кафе, рестораны, спортивные клубы, сауны, секс-клубы и кофешопы были закрыты до 6 апреля (впоследствии запрет был продлён до 28 апреля).
23 марта были введены дополнительные карантинные меры: до 1 июня были запрещены все мероприятия и собрания с тремя и более участниками (не проживающими под одной крышей). Кроме того, всем гражданам (за исключением проживающих вместе, а также маленьких детей) было запрещено находиться в общественных местах на расстоянии менее полутора метров друг от друга, в противном случае им грозит штраф в 400 евро. На магазины и другие общественные предприятия была возложена обязанность обеспечивать такое расстояние между своими посетителями под угрозой штрафа в размере до 4000 евро.
Начиная с 28 марта, нидерландская полиция использует дроны, оснащённые видеокамерами и громкоговорителями, для контроля морских пляжей, торговых улиц и других людных мест; в адрес тех, кто не соблюдают минимальную дистанцию в полтора метра, раздаются предупреждения.
21 апреля премьер-министр страны Марк Рютте объявил о некотором смягчении карантинных мер: начальные школы получили разрешение возобновить работу с 11 мая, а средние школы — с 1 июня.
В то же время, запрет на проведение массовых общественных мероприятий было продлён до 1 сентября, а остальные ранее принятые карантинные меры — до 20 мая.
6 мая Марк Рютте предал огласке долгосрочный план смягчения карантинных мер в Нидерландах. В плане были прописаны 4 этапа:
1) с 11 мая:
- открываются дошкольные учреждения, начальные школы и специализированные школы
- разрешено начать работу парикмахерским, а также косметическим, педикюрным и физиотерапевтическим салонам
- разрешены групповые занятия спортом на открытом воздухе при условии соблюдения полутораметровой дистанции между участниками
- открываются библиотеки

2) с 1 июня:
- общественный транспорт возвращается к обычному графику работы; пассажиры обязаны носить маски
- открываются средние школы
- разрешено начать работу ресторанам, кафе, концертным залам, театрам и кинотеатрам, при условии, что число посетителей не превышает 30 человек
- открываются музеи

3) с 1 июля:
- открываются кемпинги, а также общественные душевые и туалеты
- число посетителей в ресторанах, кафе, концертных залах, театрах и кинотеатрах разрешается увеличить до 100 человек

4) с 1 сентября:
- открываются спортивные залы; разрешаются занятия спортом в помещениях, включая контактные виды спорта
- разрешается проводить спортивные соревнования без зрителей (в том числе и футбольные).

Уточнения и дополнения: 

19 и 27 мая власти Нидерландов внесли ряд уточнений и дополнений в ранее объявленный план, включая следующие:
1) С 1 июня:
- Во всех публичных учреждениях разрешается собираться группам до 30 человек (не считая обслуживающий персонал)
- Открываются музыкальные и художественные школы, при условии нахождения в здании не более 30 человек
- Не накладывается ограничений на число сидящих на открытых террасах посетителей ресторанов и кафе
- Соблюдение полутораметровой дистанции остаётся во всех случаях обязательным

2) С 8 июня:
- Начальные школы переходят на работу по обычному графику; вновь начинают работать кабинеты продлённого дня

3) С 15 июня:
- Учреждения высшего и среднего профессионального образования открываются в ограниченных пределах: для проведения практических занятий, контрольных работ и экзаменов

4) С 1 июля:
- Разрешается открываться спортивным залам, саунам и казино (на 2 месяца раньше, чем было объявлено ранее)

### Вторая волна
С 29 декабря Нидерланды требуют от въезжающих в страну отрицательного результата теста на коронавирус (справки принимаются только на английском, немецком, французском, голландском и испанском языках).
С 23 января правительство Нидерландов для борьбы с эпидемией ввело комендантский час, впервые со второй мировой войны.

## Медицина

### Оказание медицинской помощи в отделениях интенсивной терапии
К 20 марта число пациентов с коронавирусной инфекцией увеличилось в Северном Брабанте настолько, что ряд больниц там достиг предела своих возможностей. Чтобы сосредоточиться на оказании неотложной помощи пациентам с COVID-19, больницы региона отменили все плановые операции. Тем не менее, им пришлось обратиться за помощью к медикам из других провинций.
На следующий день, при содействии военных медиков, началось перераспределение пациентов из Северного Брабанта в другие провинции страны. Для этого были использованы кареты скорой помощи, а также переоборудованные для этой цели автобусы (прозванные «коронобусами»). Значительная часть больных была направлена в провинцию Гронинген на северо-востоке страны, где до тех пор в отделениях интенсивной терапии не было ни одного пациента с COVID-19.
Массовое перемещение больных из Северного Брабанта в другие провинции продолжилось и в последующие дни. Начиная с 24 марта, к операции были подключены медицинские вертолёты. 28 марта началась также транспортировка небольшого количества коронавирусных больных из Нидерландов в больницы Германии, расположенные вблизи нидерландско-немецкой границы. Для оптимального распределения потока пациентов в стране с 30 марта все больницы Нидерландов начали в срочном порядке подключаться к единой компьютерной системе, которая отслеживает свободные места в режиме реального времени.
По мере роста числа коронавирусных больных в разных нидерландских провинциях, всё острей начала вставать проблема ограниченного количества мест в отделениях интенсивной терапии по стране в целом. Поначалу в Нидерландах было подготовлено 546 таких мест для больных COVID-19. К 23 марта их число было увеличено до 925, а к 29 марта — до 1100. Поскольку оставалась опасность, что и этого количества окажется недостаточно, то была поставлена задача увеличить число мест до 1900. Эту задачу удалось решить к 5 апреля. Учитывая, что еще 505 мест было выделено для размещения пациентов, страдающих другими заболеваниями, общее количество мест в отделениях интенсивной терапии достигло в Нидерландах на 5 апреля двух тысяч четырёхсот. По оценкам экспертов, это — максимальное количество мест, которое могло быть создано в стране при имеющемся количестве персонала, подготовленного для работы в отделениях интенсивной терапии.
Источник: De Nationale Intensive Care Evaluatie (NICE).
При оборудовании новых мест для пацентов, нуждающихся в интенсивной терапии, нидерландскому здравоохранению пришлось преодолевать целый ряд организационных сложностей. Одной из них было обеспечение создаваемых мест аппаратами искусственной вентиляции лёгких. 28 марта стало известно о поступлении в страну ста новых аппаратов от производителя (Philips) в рамках размещённого ранее заказа; ещё 65 таких аппаратов предоставило нидерландское министерство обороны. Чтобы ускорить поставку остальных аппаратов, к переговорам с их производителями подключался даже король Нидерландов Виллем-Александр.
Ещё одной сложностью стало выделение свободных помещений для размещения больных COVID-19, нуждающихся в интенсивной терапии. Поскольку перепрофилирования палат в действующих больницах оказалось недостаточно, то под нужды здравоохранения пришлось приспосабливать и другие помещения. 30 марта в прессе появилась информация о переоборудовании под госпиталь конгресс-центра MECC Maastricht в Маастрихте, а также концертного зала Rotterdam Ahoy в Роттердаме, где ранее планировалось провести конкурс песни Евровидение-2020.

### Эксперимент с переливанием плазмы крови
8 апреля медицинский центр «Erasmus» в Роттердаме начал масштабные исследования, связанные с переливанием плазмы крови, которую берут у тех, кто уже переболел коронавирусной инфекцией. Эта плазма содержит антитела, выработанные организмом в ответ на попадание в него коронавируса. Такую плазму переливают больным COVID-19 в расчёте на то, что полученные антитела будут нейтрализовывать коронавирус, прилипая к поверхности вирусных частиц. Антитела могут также активировать иммунокомпетентные клетки у больного, способствуя формированию иммунного ответа на коронавирус. Целью исследования является попытка ответить на вопрос, может ли применение плазмы, содержащей антитела на коронавирус, снизить смертность у больных COVID-19.

### Производство медицинских масок
Даже в апреле, более чем через месяц после начала распространения инфекции, проблема нехватки медицинских масок оставалась в Нидерландах очень острой. Только 9 апреля в прессе появились сообщения, что для решения этой проблемы в стране развёртывается собственное производство таких масок. По заказу Нидерландского министерства здравоохранения, производитель воздушных фильтров AFPRO Filters и производитель матрасов Auping подрядились в короткие сроки запустить четыре производственные линии для изготовления высококачественных медицинских масок. Сообщалось, что общая производительность этих линий составит к концу апреля 500 тысяч штук в день (при потребности в 4,5 миллиона масок в неделю).